# Valeri Bólotov
Valery Dmitrievitch Bolotov (ruso: Вале́рий Дми́триевич Бо́лотов,  ucraniano: Вале́рій Дми́трович Бо́лотов; 13 de febrero de 1970 - 27 de enero de 2017) fue un líder ucraniano conocido por su participación en la guerra del Dombás en el este de Ucrania, y como líder de la autoproclamada República Popular de Lugansk.

## Biografía
Poco se sabe sobre la vida de Bólotov antes de 2014; en un video de él votando en un referéndum local, presenta un pasaporte ucraniano que indica que nació en Taganrog, Óblast de Rostov el 13 de febrero de 1970. En 1974, se trasladó a Stakhanov, en el Óblast de Lugansk, al este de Ucrania. 
Bólotov afirmó ser un sargento superior de las Tropas Aerotransportadas Soviéticas en Vitebsk (presumiblemente la 103.ª División Aerotransportada de la Guardia), y entre 1989 y 1990 participó en varios conflictos, incluidos los de Tbilisi, Ereván y la primera guerra del Alto Karabaj,Más tarde se convirtió en el jefe del grupo de veteranos aerotransportados, mientras que nadie de la célula del grupo del Óblast de Lugansk puede confirmarlo. 
Antes de las Protestas prorrusas en Ucrania ,Bólotov era un representante de Oleksandr Yefremov que supervisaba la minería ilegal en la región.
En 2014, Bólotov se convirtió en líder de un grupo armado durante el conflicto prorruso de 2014 en Ucrania. El 13 de mayo de 2014, Bólotov sobrevivió a un intento de asesinato cuando los asaltantes dispararon armas automáticas hacia su automóvil, hiriendo al líder militante. Bólotov fue capturado brevemente por el ejército ucraniano el 17 de mayo después de que intentara volver a entrar en Lugansk después de haber recibido tratamiento por su lesión en un hospital en Rusia.
Sin embargo, partidarios armados de la República Popular de Lugansk atacaron el puesto de control del ejército ucraniano donde Bolotov estaba detenido poco después y liberaron con éxito al "Gobernador del Pueblo",Renunció al cargo el 14 de agosto de 2014 siendo sucedido por Ígor Plotnitski.

## República Popular de Lugansk
En marzo de 2014, aparecieron los primeros mensajes de vídeo en Internet llamando a la resistencia al levantamiento nacionalista después del Euromaidán se comenzó a hablar de un "ejército del sudeste". Uno de los hombres en los videos fue identificado más tarde como Bólotov. El 11 de marzo, la República de Crimea proclamó su independencia, luego se unió a Rusia tras un referéndum no reconocido por Estados Unidos y La Unión Europea.
El 5 de abril de 2014, apareció de nuevo en Internet, esta vez dando su nombre, llamando "a defender nuestra tierra" contra el poder central en Kiev. Al día siguiente, 6 de abril, varios miles de personas desarmadas tomaron la sede local del SBU en Lugansk y otros edificios administrativos después de manifestaciones, izando la bandera rusa en las fachadas. Bólotov se destaca como uno de los activistas presentes.
El 21 de abril de 2014, fue elegido por la sesión del Consejo Popular como gobernador del Óblast de Lugansk. Su primera decisión fue cambiar el sistema policial. Es uno de los que están al frente de las fuerzas de autodefensa del óblast, mientras que desde el 7 de abril el presidente interino de Ucrania, producto de la revolución del Euromaidán, ordena una operación que califica de "antiterrorista" contra insurgentes de habla rusa en el este de Ucrania. 

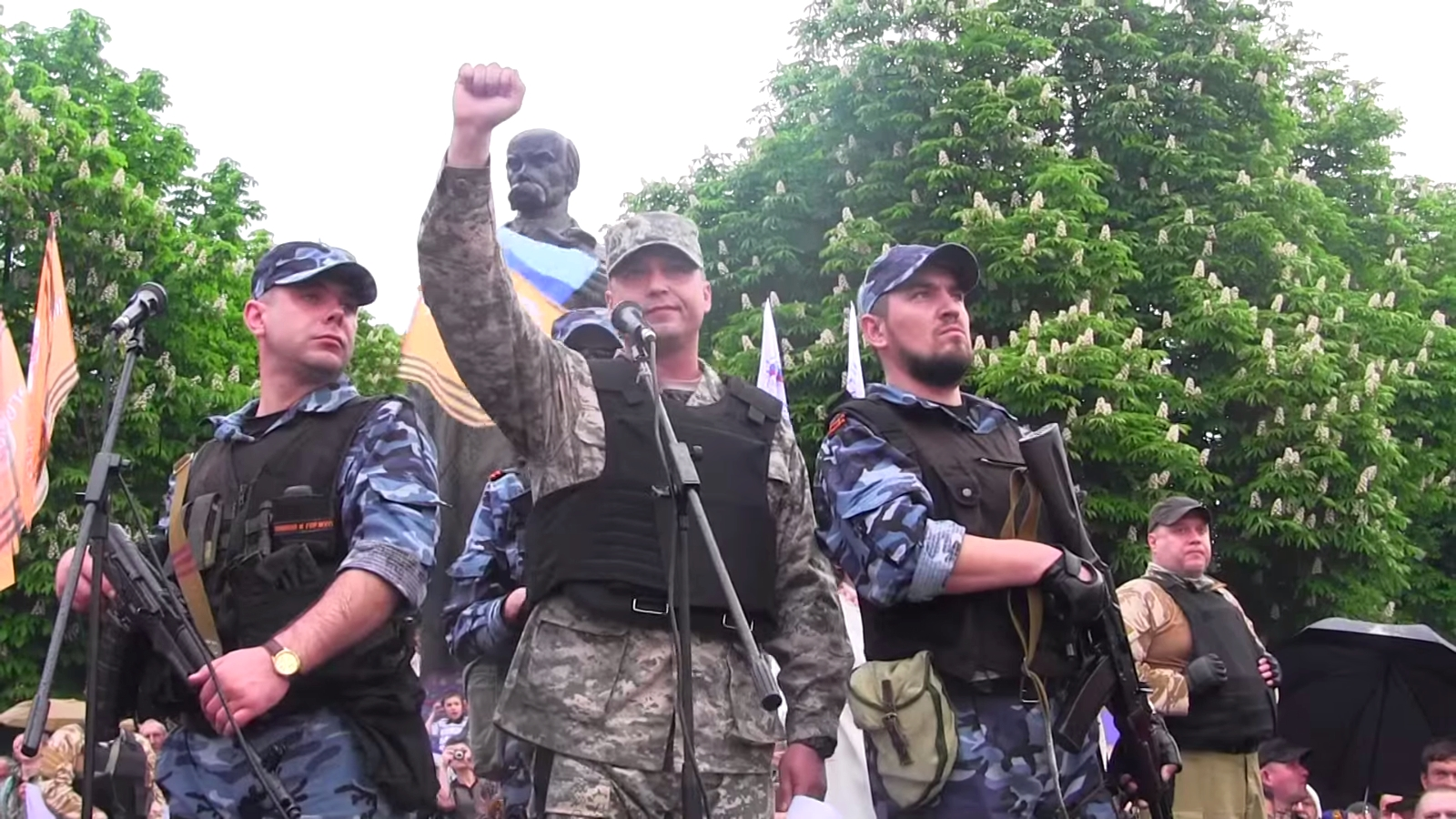
Bólotov proclamando la República Popular de Lugansk el 12 de mayo de 2014

El 13 de mayo de 2014, el día después del referéndum sobre la autodeterminación de la República Popular de Lugansk (no reconocido por la comunidad internacional), tuvo lugar un ataque con metralleta contra Valery Bolotov,. Una declaración de la autoproclamada república acusa a Kiev de haber ordenado este ataque.
Fue capturado por un comando del gobierno en un puesto de bloqueo, mientras regresaba del tratamiento en un hospital ruso, pero fue liberado algún tiempo después ese día por hombres de la RPL.
El 4 de julio de 2014, disolvió su gobierno.
El 14 de agosto de 2014, Bolotov anunció su propia renuncia debido a una lesión., lo que lo llevó a buscar tratamiento en Rusia. Fue reemplazado por Igor Plotnitsky.
Su muerte en su casa en la región de Moscú fue anunciada el 27 de enero de 2017. Según algunos medios estatales rusos, murió de un ataque al corazón.